# 马里奥·贝内德蒂
马里奥·贝内德蒂·法鲁希亚（西班牙語：Mario Benedetti Farrugia，西班牙語發音：[ˈmaɾjo βeneˈðeti] ⓘ；1920年9月14日—2009年5月17日），乌拉圭记者、小说家、诗人，拉丁美洲西班牙语文学圈20世纪后半叶最重要的作家之一，代表作《休战》，小说曾被改编为电影。

## 生平

### 早年生活
贝内德蒂生于乌拉圭的帕索德洛斯托罗斯。两岁时举家迁往省会塔夸伦博。不久他父亲被骗破产，陷入经济困境的家庭只好迁居到蒙得维的亚。马里奥在德语学校里完成了小学教育，并掌握了德语。当纳粹思想开始控制德语学校教育时，他父亲让他离开了学校。他没有接受过系统的高中教育。
十四岁时贝内德蒂开始工作，做过速记员、售货员、公务员、会计、记者、广播员和翻译。1938-1941年间，他在布宜诺斯艾利斯居住，在拉普拉塔河两岸做过各种工作。1946年，他与卢丝·洛佩斯·阿莱格雷（Luz López Alegre）结婚。他是45年一代的成员，和胡安·卡洛斯·奥内蒂熟识。
1945年起他经常为著名周刊《前进》（Marcha）投稿，并于1954年起担任报纸的文艺主管。1957年，贝内德蒂作为《前进》和《日记》的记者到欧洲九国游历。1973年报纸被政府勒令停刊。

### 流亡与重返乌拉圭

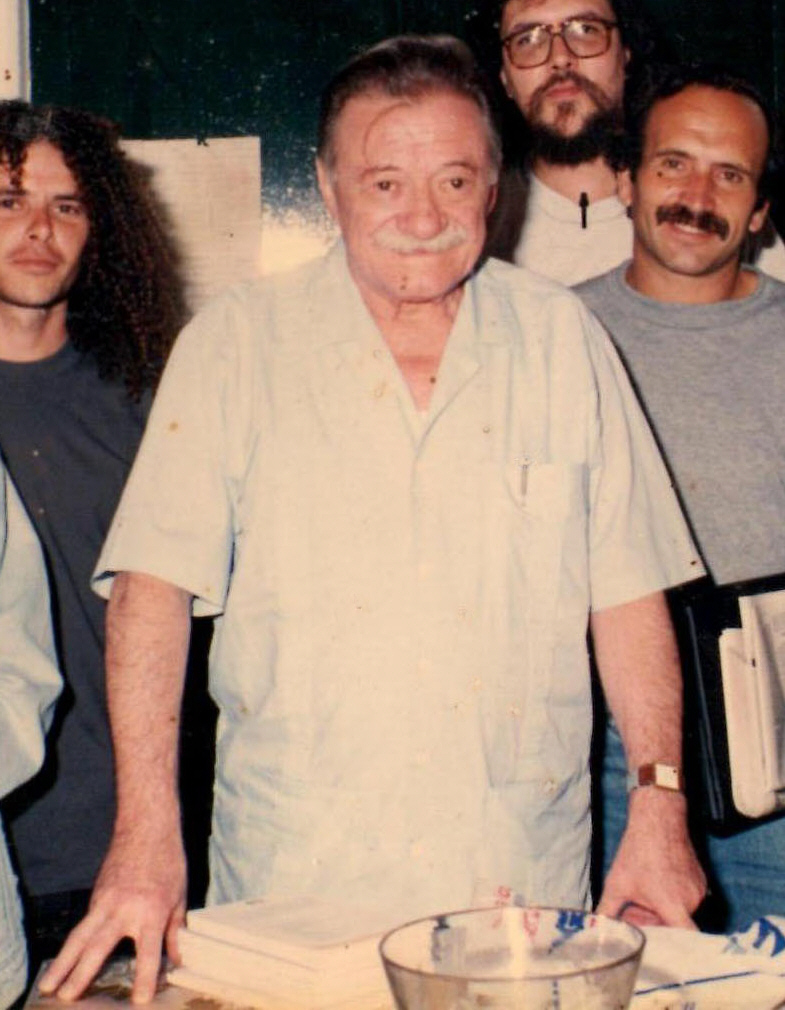
Benedetti in Uruguay (1998?)

1973年至1983年为了躲避军事独裁，贝内德蒂先前往布宜诺斯艾利斯，之后前往秘鲁利马。在利马他被扣留、驱逐出境和受到赦免。1976年他前往古巴，第二年前往西班牙的马德里。他的妻子一直留在乌拉圭照顾两方的母亲。1980年贝内德蒂迁居马洛卡岛的帕尔马。1985年三月，贝内德蒂重返重建民主政府的乌拉圭。他被乌拉圭共和国大学、西班牙阿利卡特大学和巴拉杜利德大学授予荣誉博士学位。

### 晚年
1992年的阿根廷电影《黑暗的心》中用到了他的诗歌，他也在其中用德语朗诵了自己的诗。晚年的贝内德蒂患有哮喘，每年冬天会前往马德里躲避严寒，但随着身体越来越虚弱，他最后定居在蒙得维的亚。2006年, 贝内德蒂在支持波多黎各独立的请愿书上签字，同年妻子去世。2009年5月17日贝内德蒂去世，葬于蒙得维的亚中央公墓。

## 作品

### 诗歌
- 1956: 《办公室的诗》Poemas de oficina[7][7]
- 1977: 《屋与砖》La casa y el ladrillo[7]
- 1981: Viento del exilio ("流亡中的空气")[7]
- 1986: 《随口发问》Preguntas al azar[7]
- 1988: 《昨天和明天》Yesterday y mañana[7]
- 1991: 《巴贝尔的孤独》Las soledades de Babel[7]

### 长篇小说
- 1953: 《我们之中的谁》Quién de nosotros
- 1960: 《休战》La tregua,于1974年被改编成电影。
- 1965: 《谢谢你给的火》Gracias por el fuego,1984年被改编为阿根廷同名电影。
- 1971: 《胡安·安赫尔的生日》El cumpleaños de Juan Ángel
- 1982: Primavera con una esquina rota
- 1993: La borra del café
- 1996: Andamios
- 2003: El porvenir de mi pasado

### 剧本
- 1979：《佩德罗与船长》

### 文学论著
- 《20世纪乌拉圭文学》（1963）
- 《美斯蒂索大陆的文学》（1967）

## “休战”事件
2020年贝内德蒂的代表作《休战》中文译本由作家出版社出版，译者韩烨。3月16日北京语言大学西语研究生在豆瓣上对《休战》打了两星后评论：“机翻痕迹严重”。随后译者本人回复，认为“机翻痕迹严重”近乎“人身攻击”，不久有人向研究生所在学校递交举报信，声称要“挽救失足学生”。3月27日，高某发表道歉声明。事件引起网友热议。

## 外在链接
- Mario Benedetti Foundation (in Spanish) （页面存档备份，存于）
- Excerpt from "Spring with a Broken Corner" in Guernica Magazine
- Poemas
- Poet of Uruguay's Revolutionary Moment （页面存档备份，存于） by Nick Caistor, The Sydney Morning Herald, 8 June 2009
- Center for Latin American studies Mario Benedetti, Universitat d'Alacant, Spain